# Кампос
Ка́мпос (порт. campo — поле, открытое место) — своеобразные тропические и субтропические экосистемы типа саванн в Бразилии. Неоднородны, основными причинами неоднородности являются процессы развития и деградации почв, в т. ч. из-за выпаса скота; а также влиянием пожаров, включая искусственные палы.
Деревья Кампоса приспособлены к сухому климату. Их листья жёсткие, опушёны или покрыты восковым налётом. Глубокие корни достигают уровня грунтовых вод. Толстая и лёгкая кора устойчива к пожарам. Широко распространены искривлённые деревья кешью высотой 4—8 м, представители кустарников — шапарро (Curatella americana), манго-бейра (Haucornia speciosa) и др.

## Распространение
Расположены в центральной части Бразильского плоскогорья в Южной Америки на территории бразильских штатов Мату-Гросу, Мату-Гросу-ду-Сул, Гояс и Токантинс. В штате Пиауи занимают узкую полосу от реки Сан-Франсиску почти до атлантического побережья.
Общая площадь около 1,5 млн. кв. км

## Типы кампосов
- Кампос серрадос, или серрадо (cerrado) — редколесья с кустарниками и разрежёнными низкорослыми деревьями  (высота 2—3 м)[2], по всей поверхности произрастают многолетние дерновинные злаки[2]. Распространёны  на юге Мату-Гросу и на западе Мату-Гросу-ду-Сул[3].
  - Кампос сужос — здесь на сухих и лёгких почвах деревья и кустарники произрастают либо небольшими группами, либо отдельно.
- Кампос лимпос[порт.] — обширные травянисто-злаковые саванны, лишённые деревьев, характерны для штата Мату-Гросу и низменности Пантанал. Вдоль рек произрастают галерейные леса, образованные более крупными, чем в саваннах, деревьями[3]

## Экономическое значение
В прошлом были покрытые густой травянистой растительностью, ныне в основном распаханы, заняты под скотоводство (крупный рогатый скот, овцы) и монокультурное растениеводство (соя, табак, кукуруза, сахарный тростник, виноград, фрукты). Поскольку кампос расположены в южном полушарии, их сезоны обратны северным регионам, что ставит местных экспортёров сельскохозяйственной продукции в довольно выгодное положение, поскольку они поставляют в северное полушарие продукты в зимнее и весеннее время. Место произрастания железного дерева Квебрахо.